# Cri (voix)
Pour les articles homonymes, voir Cri.

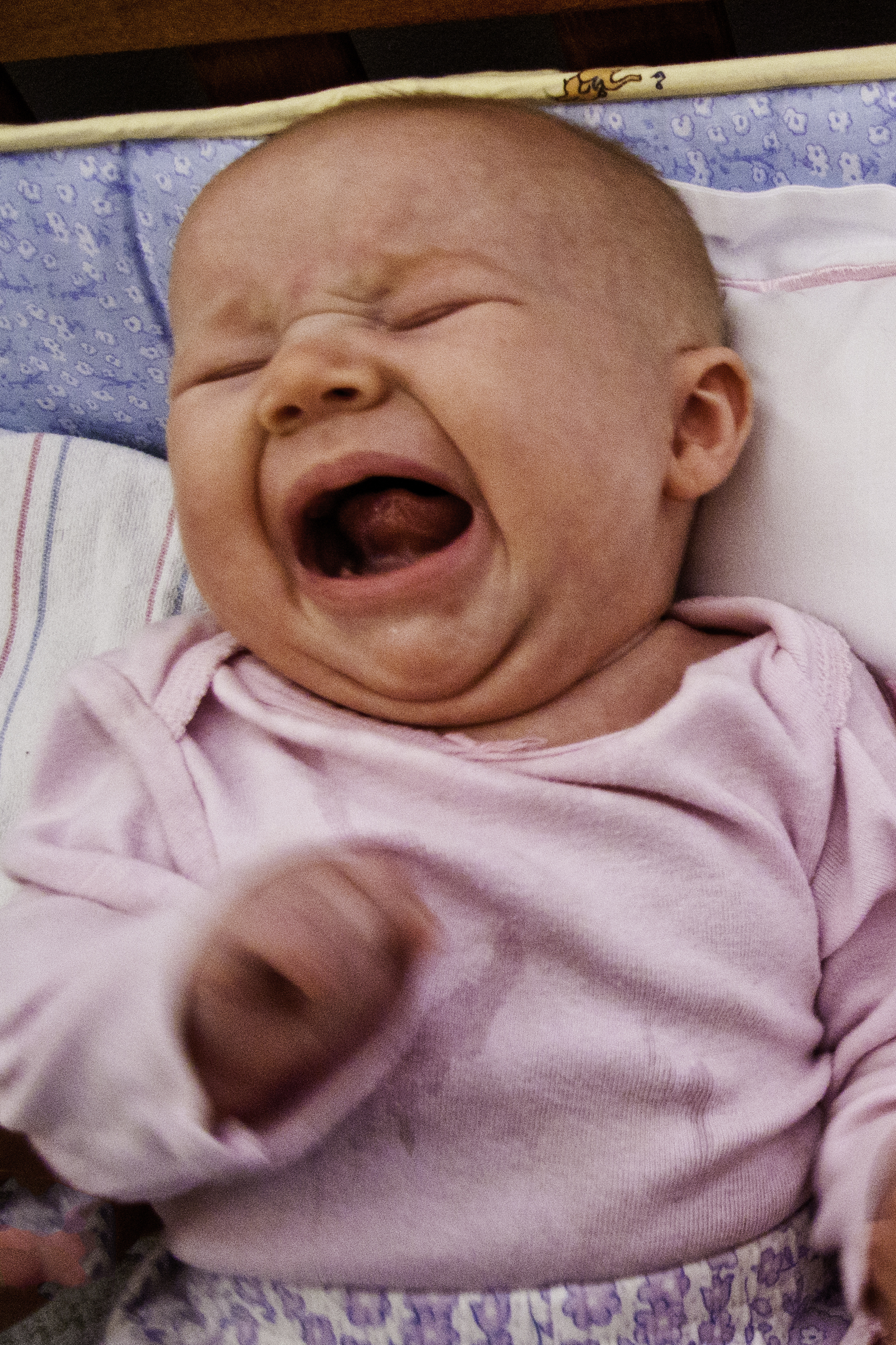
Bébé en train de crier.

Un cri est un son puissant, émis par l'organe vocal — larynx — d'un humain ou d'un animal. Il s'agit le plus souvent d'un son aigu, censé exprimer une émotion brute — joie, peur, détresse, agressivité, plaisir, etc. — indépendamment de tout langage. Quelle que soit la langue utilisée, le cri a une importante dynamique, entre 30 et 150 hertz, tout comme les alarmes, par exemple, et au contraire de la parole qui ne module qu'entre 4 et 5 hertz.

## Motivation émotionnelle

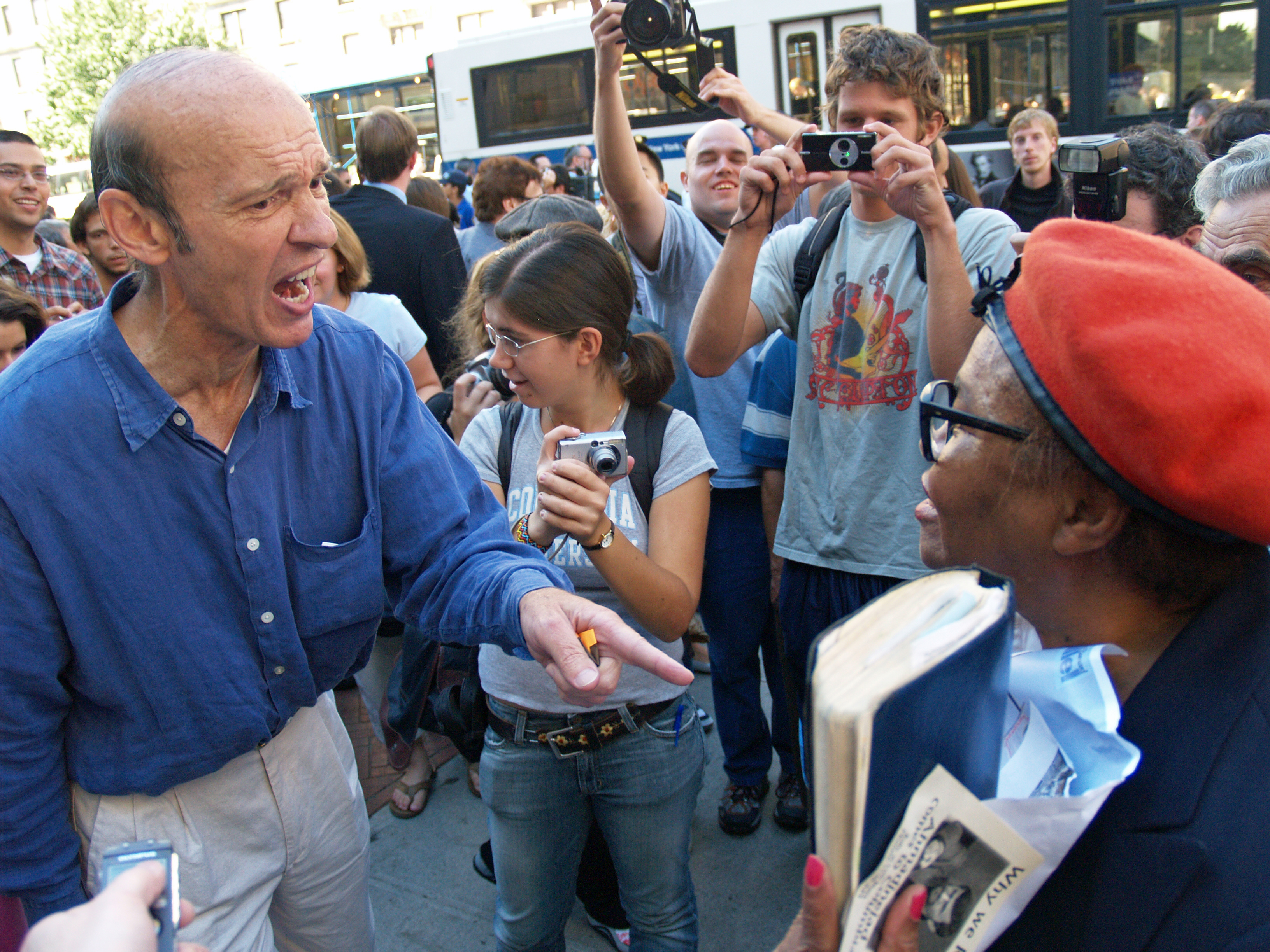
Exemple de vive discussion (ici à propos de la religion) à l'université Columbia à New York. La colère provoque souvent des cris, associés à une gestuelle et des expressions non-verbales manifestant aussi des sentiments d'opposition

Pour l'éthologie, le cri est l'un des comportements sélectionné par l'évolution, mais qui peut avoir des fonctions très diverses, par exemple : informer d'un danger, action pouvant être considérée comme altruiste, bien que signalant et localisant l'individu à d'autres animaux, y compris prédateurs ou compétiteurs aux alentours.
La première action dans la vie d'un être humain en bonne santé au moment où il quitte le ventre de sa mère lors de l'accouchement est de crier.
Ensuite au cours des circonstances de la vie, les causes et motivations du cri (qui peut être délibéré, réactionnel ou réflexe) vont beaucoup varier : Le cri du bébé attire l'attention des parents et peut manifester la faim, un inconfort, une douleur aiguë, une maladie, une peur, etc. Cris et pleurs sont une source fréquente de consultation pédiatrique dans les 4 premiers mois de vie du nourrisson, souvent sans cause identifiée, plus souvent pour un premier enfant et dans une famille monoparentale,

Ensuite, durant le début de sa période de socialisation (dans la fratrie, famille, crèche, école maternelle...), les cris de l'enfant peuvent manifester une irritabilité ou frustration durant l'apprentissage de ses limites.
Le cri est l'un des nombreux moyens de communication entre humains, pour se faire entendre à distance, communiquer dans une ambiance bruyante (fête, travail en présence de machines bruyantes, boite de nuit...) ; il peut aussi manifester de l'excitation, de la joie, ou de la colère. Crier peut aussi être une tactique pour effrayer ou déstabiliser un quelconque assaillant et permettre ainsi un individu à s'échapper. Un individu peut crier lorsqu'il est vivement surpris.
Il peut être le fait d'un individu seul ou d'un groupe voire d'une foule (dans un stade lors d'une évènement sportif par exemple). Brutalement effrayé, l'être humain peut spontanément pousser un cri d'effroi. Le cri semble alors manifester à la fois la peur et chercher à attirer l'attention d'autrui.
Certaines personnes, quand elles argumentent ou évoquent un sujet qui les passionne, tendent à inconsciemment progressivement élever la voix.
Certains métiers (vendeurs de journaux, vente à la criée, enseignants, militaires, conférenciers, impliquent d'avoir une voix qui porte, et parfois de crier.
Certains orateurs politiques, même quand ils disposent d'un micro, montent la voix, crient ou hurlent, lors de meetings par exemple.
Certains crient dans les circonstances où ils doivent ou veulent se faire obéir, par exemple dans la relation parent-enfant, professeur-élève, officier-subalterne, patron-employé, etc., Fréquemment hausser le ton ou crier peut traduire un signe de manque de confiance en soi.
Dans une foule en colère certains cris peuvent entretenir ou amplifier la colère et conduire à des mouvements de panique, à des vagues de violences, d'emballement meurtrier avec « décrochage du sens moral » pouvant conduire au meurtre collectif, au lynchage, etc. quand une foule crie à mort ! .

## Cris et souffrance
Lorsqu'un individu fait l'expérience d'une grande souffrance, qu'elle soit physique ou psychologique, il peut exprimer cette souffrance en criant. Ces cris sont alors  souvent accompagnés de pleurs. Le cri primal du bébé à la naissance signale la vie, « tout en se situant dans la proximité immédiate de la mort. Celle dont le risque, présent lors de toute naissance » note Calera en 2006. Le dernier souffle, en fin de vie peut aussi s'accompagner d'un dernier cri.
Dans la prime enfance comme dans le grand âge, aux stades évolués de la démence, certains troubles du comportement sont des rires sans raison apparente, parler tout seul, des agitations inexpliquées, des râles, des cris et lamentations parfois incessants « Appels inlassables auxquels aucune réponse ne vient apporter le répit, répétitions incessantes de mots incompréhensibles en ritournelles sans fin qui semblent constituer une butée infranchissable à l’entendement ».

Selon le psychiatre B Groulx B (2005) qui s'est intéressé à ces cas particuliers, ces cris pourraient pour l'individu perdant l'esprit chercher à combler un besoin, communiquer un besoin et/ou résulter d'une frustration ou d'autres affects négatifs tels qu'une intense douleur morale.
Certains troubles du spectre autistique sont associés à des cris

## Autres aspects

### Contexte militaire

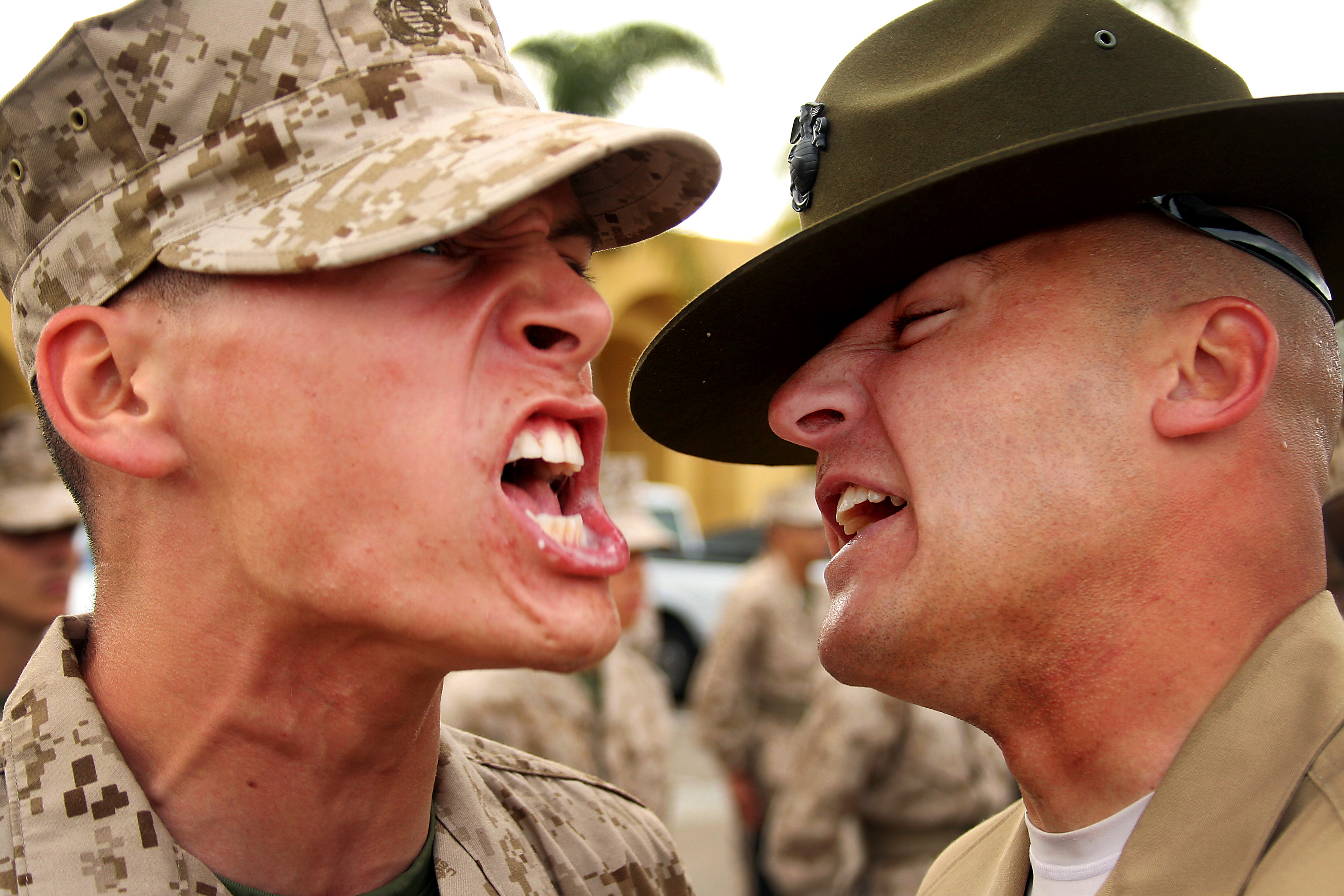
Lors d'une inspection, une jeune recrue en formation dans l'armée américaine endure les hurlement d'un instructeur et doit lui répondre en hurlant (Marine Corps Recruit Depot à San Diego). L'armée américaine est connue pour utiliser cette méthode pour instiller la discipline et le respect des officiers.

Les instructeurs de certains corps d'armée utilisent systématiquement les hurlements et cris, proférés très près des jeunes appelés ou volontaires. Et la réponse de la jeune recrue ou stagiaires en formation doit aussi être criée, voire hurlée. Ceci serait l'un des moyens psychologiques d'induire une culture militaire de respect de la discipline, de soumission et d'obéissance absolue à l'autorité.

### Niveau sonore
Le cri le plus fort vérifié émis par un humain a été mesuré à 129 dBA, un record établi par l'assistante pédagogique Jill Drake en 2000 . Les niveaux sonore des cris, surtout s'ils sont amplifiés par une « sono » peuvent être très élevés, et cela est parfois devenu un problème dans le monde du spectacle, de la musique, voire des sports où les niveaux sonores sont tels qu'ils peuvent induire des acouphènes voire une surdité. Le cri (screaming), et le hurlement sont utilisés en musique. C'est une technique vocale utilisé depuis longtemps pour rythmer des musiques ou expressions traditionnelles dites folkloriques (le Olé espagnol, le youyoy oriental ou africain par exemple), mais aussi utilisée de manière électriquement amplifiée, notamment dans certains dérivés musicaux du heavy metal et du punk hardcore.
Certains sports (arts martiaux typiquement) utilisent le cri, pour contracter ou verrouiller certains muscles en donnant ou recevant un coup, et parfois pour impressionner l'adversaire.

À titre d'anecdote, il a été relevé que les grognements et cris de tennis à l'effort de Maria Sharapova atteignaient 101,2 décibels. Dans certains contextes de conflits, éventuellement ritualisés via le sport, le cri semble parfois être un « préalable ou substitut de l’affrontement physique » ; dans la dispute, il peut chercher à intimider, agresser, à l'inverse du cri de détresse.

## Chez l'animal
Chaque espèce animale émet ses propres cris, parfois hors du spectre audible pour l'homme (dans l'ultrason ou les infrasons).

Un chien peut par exemple s'exprimer au moyen de cris variés : aboiement, jappement, gémissement, hurlement proches de ceux du loup, , etc.. Le barrissement des éléphants ou le chant des baleines ont une grande portée.

## Effets du cri

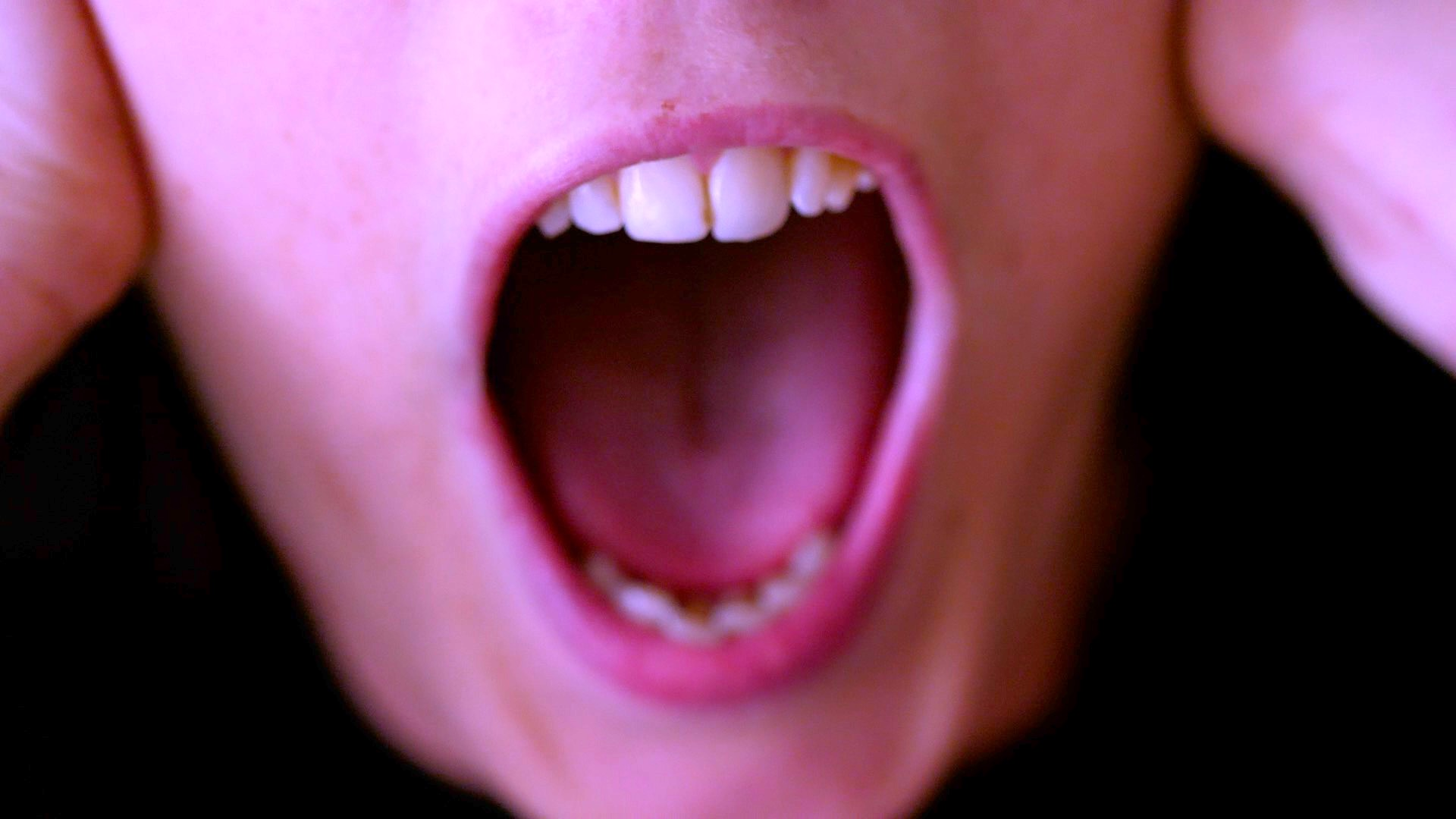
Louise Tilleke, Le cri, vidéo, 2018

Pour Freud, dans Esquisse d'une psychologie scientifique, « le cri comme signal d’une souffrance est à l’origine de la compréhension mutuelle des humains ».
Le cri perçant des nourrissons (encore en phase de maturation digestive avec l'installation du microbiote intestinal, et en phase de maturation neurologique, ou n'ayant pas encore régulé leur cycle voile-sommeil...) et les cris des très jeunes enfants attirent immédiatement l'attention des adultes ; Ce cri peut devenir rapidement difficile à supporter, épuisant, ou source de culpabilité, ou de gêne à l'égard du voisinage pour les parents ou personnes ayant la charge de l'enfant, qui se demandent ce que signifient ces cris, que faire ou ce qu'ils auraient pu mal faire. Une réaction inappropriée à l'égard du bébé peut en outre entretenir un cercle vicieux augmentant les pleurs et cris de ce dernier.
En termes neurologiques, une étude a montré que lorsqu'un cri est entendu, l'amygdale s'active, alors qu'elle ne réagit pas à la parole ou au chant. Or, cette zone du cerveau est impliquée dans la gestion de la peur.
De même a-t-on montré que la localisation de la provenance d'un cri est plus précise et plus rapide que pour tout autre type de son.
Ceci pourrait expliquer que quand il dure ou se répète, le cri peut rapidement atteindre voire dépasser les limites du supportable, notamment quand on ne peut y échapper, ainsi que le montre des expressions langagières citées par le Littré comme  « Crier comme un perdu, comme un fou, comme un enragé, comme un beau diable, crier très fort » ou encore « crier à tue-tête ». En outre quand il précède la mort, ou que chez le dément, il évoque une « douleur ressentie sans remède, nous renvoyant la culpabilité de laisser autrui dans une détresse mortelle qui s’apparente au meurtre (...) Ainsi, la première signification du cri est-elle celle d’un besoin qu’on ne peut différer de satisfaire sous peine de mort, pourrait-on dire, en tout cas de détresse majeure. Cet enjeu dont nous avons tous été tributaires, suscite chez nous en tant qu’auditeur une angoisse importante, ne serait-ce que par identification à notre propre condition passée de dépendance. Le cri génère une tentative de réponse à un besoin dépourvu de mots, informulé. ».
Sur l'individu qui s'exprime en criant, le cri peut endommager les cordes vocales et induire une extinction de voix, ou des déraillements de la voix.

## Données scientifiques
Curieusement, il y a eu  peu d'études scientifique sur le cri et ses effets, alors que la recherche sur le chant ou la parole a été très prolixe.